# FC Nistru Otaci
El FC Nistru Otaci era un club de fútbol moldavo de la ciudad de Otaci, fundado en 1953. El equipo disputaba sus partidos como local en el Stadionul Călărășăuca.

## Historia
Durante la temporada 1999/00, el club jugó como FC Nistru-Unisport Otaci debido a que el Nistru había sido expulsado de la liga en verano de 1999. El club se fusionó con el Unisport Chișinău, equipo que había cedido su plaza a Nistru para jugar en la Divizia Națională. Sin embargo dicha fusión fue cancelada en 2000 y el Unisport descendió a Divizia A, la segunda división moldava.
En 2005 logró su primer título nacional, la Copa de Moldavia, tras derrotar en la final al Dacia Chişinău. Anteriormente había disputado tres finales de copa consecutivas, en 2001, 2002 y 2003. En todas ellas el equipo cayó derrotado en la tanda de penaltis, excepto una que fue derrotado en la prórroga.

## Palmarés
- Copa de Moldavia: 1

2005

## Participación en competiciones europeas
| Temporada | Competición   | Ronda            | Club                   | Cómputo global | Ida     | Vuelta     |
| --------- | ------------- | ---------------- | ---------------------- | -------------- | ------- | ---------- |
| 2000      | Intertoto Cup | 1R               | Cwmbran Town           | 2-0            | 1-0 (F) | 1-0 (C)    |
| 2000      | Intertoto Cup | 2R               | Austria Salzburg       | 3-7            | 2-6 (C) | 1-1 (F)    |
| 2001/02   | UEFA Cup      | Clasificatoria   | Debreceni VSC          | 1-3            | 0-3 (F) | 1-0 (C)    |
| 2002/03   | UEFA Cup      | Clasificatoria   | Aberdeen FC            | 0-1            | 0-1 (F) | 0-0 (C)    |
| 2003/04   | UEFA Cup      | Clasificatoria   | Estrella Roja Belgrado | 2-8            | 0-5 (F) | 2-3 (C)    |
| 2004/05   | UEFA Cup      | Clasificatoria 1 | Shakhtyor Soligorsk    | 3-2            | 1-1 (C) | 2-1 (F)    |
| 2004/05   | UEFA Cup      | Clasificatoria 2 | SK Sigma Olomouc       | 1-6            | 1-2 (C) | 0-4 (F)    |
| 2005/06   | UEFA Cup      | Clasificatoria 1 | Khazar Lenkoran        | 5-2            | 3-1 (C) | 2-1 (F)    |
| 2005/06   | UEFA Cup      | Clasificatoria 2 | Grazer AK              | 0-3            | 0-2 (C) | 0-1 (F)    |
| 2006/07   | UEFA Cup      | Clasificatoria 1 | BATE Borisov           | 0-3            | 0-2 (F) | 0-1 (C)    |
| 2007/08   | UEFA Cup      | Clasificatoria 1 | Honvéd Budapest        | 2-2 (4-5 ns)   | 1-1 (C) | 1-1 nv (F) |
| 2008/09   | UEFA Cup      | Clasificatoria 1 | Hertha BSC             | 1-8            | 1-8 (F) | 0-0 (C)    |